# AA-12
AA-12 (Auto Assault-12) — американський автоматичний дробовик.

## Історія
Прототип, відомий як штурмовий дробовик Атчіссона (англ. Atchisson Assault Shotgun (AAS)), був розроблений Максвеллом Атчіссоном в 1972 році. На початку 1980-х років він вдосконалив конструкцію дробовика і розробив AA-12. В 1987 році Атчіссон продав права на свої розробку компанії Military Police Systems, яка протягом наступних 18 років здійснила 188 покращень і модифікацій конструкції дробовика. В 2005 році розпочалось серійне виробництво AA-12.

## Конструкція

### AAS
Як основний боєприпас для своєї зброї Атчіссон вибрав досить потужні патрони 12-го калібру, для забезпечення належного комфорту при стрільбі якими, а також зниження виробничих та експлуатаційних витрат, в AAS була застосована автоматика на основі вільного затвора, яка широко використовується в пістолетах-кулеметах. Вогонь вівся з відкритого затвора. Циліндричний затвор масою 1.4 кг розташовувався всередині сталевої трубчастої ствольної коробки. Для забезпечення великої довжини відкату затвора і, як наслідок, зменшення віддачі та темпу стрільби чергами ствольна коробка доходила до потиличника прикладу. УСМ був запозичений в кулемета Browning M1918, а цівка — в штурмової гвинтівки M16A1. Використовувались коробчасті магазини на 5 або барабанні на 20 набоїв. Спеціальна скоба, з'єднана з пістолетною ручкою, виконує функцію своєрідного заднього упора для магазина, не даючи йому вириватися з приймача під час стрільби. Маса дробовика без магазина — 5.3 кг, із зарядженим магазином на 32 набої — 7.3 кг.

### AA-12
Основна відмінність AA-12 від попередника — використання характерної для штурмових і автоматичних гвинтівок та ручних кулеметів газовідвідної автоматики, зумовлена можливістю використання потужніших набоїв. Замикання ствола здійснюється рухомою циліндричною деталлю, що піднімається вгору в круглий отвір у відростку ствола. Також було змінено конструкцію УСМ та корпуса, який тепер складається з двох половин, з'єднаних штифтами. Як і в попередника, затвор відкочується у приклад. Перемикач режимів стрільби розташований біля спускового гачка і дозволяє стріляти одиничними пострілами або безперервними чергами. Для AA-12 було спроектовано інші магазини — коробчастий на 8 і барабанний на 20 або 32 набої. Змінилися і габарити рушниці, вона стала коротшою — 965 мм. При цьому довжина ствола залишилася незмінною — 13 дюймів. Маса дробовика без магазина — 4.76 кілограмів. Серійний варіант AA-12 був модифікований для стрільби вибуховими кулями FRAG-12.
Згідно офіційних заяв виробника, конструкція AA-12 гасить 90% віддачі, що дозволяє вистріляти весь магазин без значного зниження точності. Окрім цього, широке використання нержавіючої сталі і відкритий затвор дозволяють тривалий час не чистити дробовик: за словами конструкторів, він може витримати до 10 000 пострілів без чистки.

## Застосування
- В 2004 році 10 AA-12 були продемонстровані Корпусу морської піхоти США, але не були прийняті на озброєння.[5][6][7]
- Система захисту HAMMER, створена компанією More Industries, використовує подвійні AA-12 на турелі H2X-40.[8]
- Компанія Neural Robotics також встановила AA-12 на свій БПЛА AutoCopter.[9][10]

## Галерея

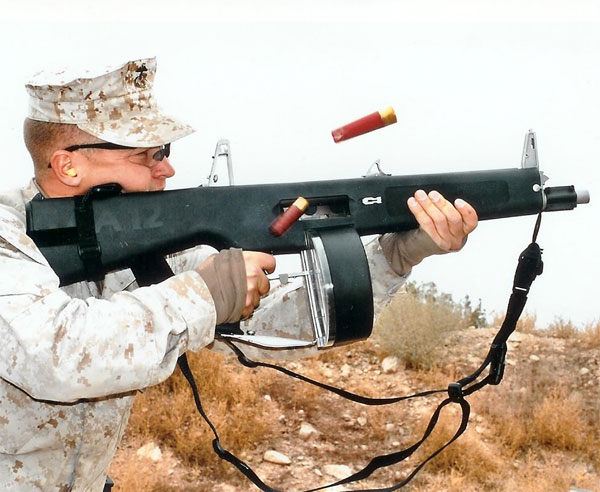
Американський солдат стріляє з AA-12.